# This Will Destroy You
This Will Destroy You är ett instrumentalt post-rockband från San Marcos, Texas, USA. Bandet består av Chris King, Raymound Brown, Jeremy Galindo och Andrew Miller. De har för närvarande kontrakt med Magic Bullet Records.
Gruppen bildades 2004 och släppte sitt debutalbum, Young Mountain 2006. Ett album vilket egentligen skulle vara deras demo. Albumet fick god kritik från kritikerna. Bandet började spela in sitt självbetitlade debutalbum i april 2007 och detta släpptes sedan i januari 2008.

## Medlemmar
Nuvarande medlemmar
- Jeremy Galindo – gitarr (2004–)
- Christopher Royal King – gitarr (2004–)

Jesse Kees – basgitarr, keyboard (2016–)
Robi Gonzalez – trummor (2016–)
Tidigare medlemmar
- Raymond Brown – basgitarr, keyboard (2005–2007)
- Andrew Miller – trummor (2005–2009)
- Donovan "Dono" Jones – basgitarr, keyboard, piano (2007–2016)
- Alex Bhore – trummor (2009–2016)

## Diskografi
Studioalbum
- 2006 – Young Mountain
- 2008 – This Will Destroy You
- 2011 – Tunnel Blanket
- 2014 – Another Language
- 2018 – New Others Part One
- 2018 – New Others Part Two

Livealbum
- 2013 – Live in Reykjavik, Iceland

EP
- 2009 – Field Studies (This Will Destroy You / Lymbyc Systym)
- 2010 – Moving on the Edges of Things

Singlar
- 2010 – "Communal Blood"
- 2011 – "Black Dunes"
- 2013 – "Their Celebrations"